# Biramus
Biramus is een geslacht van insecten uit de familie van de bruine gaasvliegen (Hemerobiidae), die tot de orde netvleugeligen (Neuroptera) behoort.

## Soorten
Deze lijst is mogelijk niet compleet.
- B. aggregatus Oswald, 2004
- B. lunatus Oswald, 1993